# Programma alimentare sovietico
Il Programma alimentare sovietico (in russo Продовольственная программа СССР?, Prodovol’stvennaja programma SSSR) fu attuato per accrescere e migliorare le condizioni dell'agricoltura sovietica perfezionando il sistema di pianificazione economica durante l'undicesimo (1981–1985) e il dodicesimo piano quinquennale (1986–1990).

## Contesto
La situazione riguardo alla fornitura di prodotti alimentari nell'URSS è costantemente peggiorata a partire dagli anni '60. La costante sovvenzione dei prezzi per vari beni, compreso il cibo, divenne una consuetudine causando delle distorsioni nello sviluppo economico del Paese. La produzione alimentare stava diventando cronicamente sovvenzionata dallo stato e il prezzo di vendita della carne alla fine degli anni settanta era due-tre volte inferiore al prezzo della sua produzione. Negli anni sessanta e ottanta, i tassi di crescita del PIL sovietico erano cronicamente inferiori rispetto ai tassi di crescita dell'offerta di moneta con una media del 10%. La politica di frenare artificialmente i prezzi aveva portato a una carenza di beni e, considerato il maggiore conservatorismo delle autorità in relazione ai prodotti alimentari, il deficit aveva avuto un effetto significativo in questo settore. I gravi problemi per la fornitura di cibo provocarono nel Paese diverse tensioni sociali: uno dei motivi che portò alla rivolta operaia di Novočerkassk nel 1962 fu l'aumento dei prezzi della carne. Altre azioni di massa dei cittadini si verificarono a Karaganda, Aleksandrov, Murom, Tbilisi, Groznyj e Odessa.
Il programma di intensificazione dello sviluppo agricolo condotto negli anni settanta e ottanta, compreso lo sviluppo delle cooperative, non portò ai risultati sperati. Se nei primi anni settanta l'Unione Sovietica aveva importato circa 7 milioni di tonnellate di grano all'anno, nel 1982 le importazioni di grano raggiunsero le 45 milioni di tonnellate. Nel 1981, l'URSS divenne il più grande importatore di carne, con 1 milione di tonnellate all'anno. Secondo l'economista Gail Johnson, la penuria di cibo aveva raggiunto i 18 miliardi $ all'anno.

## Il programma
Leonid Il'ič Brežnev, l'allora Segretario generale del PCUS e Presidente del Presidium del Soviet Supremo, disse al plenum di novembre del 1981 del Comitato centrale che erano iniziati i lavori su un nuovo programma alimentare, affermandone il 24 maggio del 1982 gli obiettivi principali davanti al plenum del Comitato centrale. Lo scopo del programma era quello di incrementare e migliorare la produttività dell'agricoltura sovietica, mantenendo invariate le basi della pianificazione e le caratteristiche amministrative e organizzative. La burocrazia venne riorganizzata per migliorare l'efficienza tramite la creazione di nuove istituzioni e investendo di più sull'agricoltura attraverso i prezzi di approvvigionamento. Il governo avrebbe costruito strade, istituti culturali e realizzato servizi per i consumatori vicini alle fattorie non produttive per aumentarne la produttività. Tale manovra aumentò le spese a 30 miliardi di rubli nel 1983 e i sussidi alimentari per carne, latte, pane e patate aumentarono di circa 51 milioni di rubli. Per esempio, quando un consumatore sovietico acquistava dei prodotti agricoli, avrebbe speso meno della metà di quanto il governo sovietico aveva investito nel trasportare i beni dalle fattorie ai mercati. Il programma alimentare fu iniziato nel 1982 e sarebbe finito nel 1990 al termine del dodicesimo piano quinquennale.
Michail Gorbačëv, all'epoca il segretario del Comitato centrale responsabile per l'agricoltura e principale ideatore del programma, cercò di stabilire dei comitati nazionali che avrebbero supervisionato l'applicazione delle riforme, ma Nikolaj Tichonov, ovvero il presidente del Consiglio dei ministri, obiettò tale proposta sostenendo che i ministeri centrali erano in grado di gestire da soli l'implementazione del programma. Secondo Martin McCauley, autore del libro Gorbachev, Tichonov fu contrario perché temeva che Gorbačëv stesse cercando di prendere il suo posto da presidente del consiglio.
Durante il discorso di Brežnev di novembre del 1981, molti sovietologi pensarono che il programma alimentare avrebbe diminuito l'interferenza burocratica nell'agricoltura sovietica, ma questo, come dimostrato negli anni successivi, si rivelò lontano dall'obiettivo prefissato. Mentre parlava di "rafforzare" i kolchoz e i sovchoz, Brežnev non disse mai che avrebbe permesso loro di decidere cosa e quanto produrre. Invece rendere i contadini più indipendenti, Brežnev annunciò la creazione delle Associazioni agro-industriali a livello distrettuale, territoriale, provinciale e autonomo di governo, che avrebbero funzionato come "un'agenzia di gestione a pieno titolo e democratica". A livello delle repubbliche e dell'Unione, furono istituite invece le commissioni industriali.

## Adozione e attuazione del programma
Il programma venne adottato nel maggio del 1982, durante la sessione plenaria del Comitato centrale del PCUS dove venne riconosciuta apertamente la situazione estremamente negativa nel settore alimentare. Il programma indicò i principali problemi dello sviluppo agricolo e furono proposte una serie di misure volte a superare la crisi. La produzione alimentare avrebbe dovuto aumentare nel 1990 di 2,3 - 2,5 volte. Particolare attenzione venne rivolta alla formazione e allo sviluppo di complessi agro-industriali (in russo Агропромышленный комплекс, АПК?, Agropromyšlennyj kompleks, APK), alla creazione di misure per un'ulteriore meccanizzazione, allo sviluppo della chimica, al miglioramento della base dei mangimi, all'impiego di nuove tecnologie intensive e venne proposta anche l'introduzione di incentivi materiali per gli agricoltori dei kolchozy. Fu previsto lo sviluppo e l'intensificazione dell'agricoltura e della zootecnia nella cintura di Nečernozem’e nella RSFS Russa, nella regione del Volga e negli Urali. In larga misura, l'efficienza dell'agricoltura avrebbe dovuto essere aumentata tramite il complesso agroindustriale. Il programma alimentare si concentrò sul miglioramento generale delle condizioni di lavoro e della vita degli agricoltori collettivi
In alcune repubbliche e regioni dell'URSS vennero adottati dei programmi alimentari locali. In relazione all'attuazione del Programma, l'undicesimo e il dodicesimo piano quinquennale furono modificati. Secondo gli esperti, in generale, il Programma non avrebbe previsto alcuna misura rivoluzionaria per superare la stagnazione ma solo modifiche formali, inoltre i principali processi aziendali rimasero invariati.

## Risultati
Secondo le statistiche ufficiali, gli obiettivi fissati dal programma sugli indicatori chiave vennero raggiunti: il consumo pro capite di carne e derivati aumentò dai 58 kg nel 1980 ai 70 kg nel 1990; quello del latte e dei prodotti caseari aumentò da 314 a 330 kg.
Il programma alimentare incrementò del 3,4% le rese del grano tra il 1981 e il 1986, un aumento dall'1,9% per il periodo tra il 1965 e il 1980. Tuttavia, la produzione agricola diminuì tra il 1986 e il 1990, rendendo irraggiungibili gli obiettivi prefissati.
D'altra parte, alcuni economisti misero in dubbio i risultati, menzionando la crisi economica verificatasi prima del crollo dell'Unione Sovietica e sostenendo che gli obiettivi fissati dal programma alimentare non erano stati raggiunti. Secondo Gail Johnson, l'undicesimo e il dodicesimo piano quinquennale per quanto riguarda il settore alimentare erano completamente irrealistici. Anche le condizioni meteorologiche favorevoli del periodo del dodicesimo piano quinquennale non riuscirono a salvare la situazione, e il mantenimento dei risultati già ottenuti sarebbe stato un successo per l'economia nazionale sovietica.
Andrej Illarionov ha definito il Programma alimentare come un tentativo di trovare un elisir miracoloso per far rivivere un'economia stagnante. Secondo Aleksandr Bovin, il problema risiedeva nel fatto che i suoi creatori stavano ancora pensando in termini di fattorie collettive e statali, mentre doveva essere legato più strettamente a quelle individuali.